# Enjo kosai
Enjo kosai (Japans: 援助交際, enjo kōsai, afgekort tot enkō) is een Japans fenomeen waar (vaak minderjarige) meisjes financieel of met luxe goederen worden ondersteund door welgestelde en vaak veel oudere mannen. De term laat zich ook vertalen als tijdelijke escorte of gecompenseerde dating.

## Beschrijving
De opkomst van enjo kosai startte in de jaren negentig van de twintigste eeuw. De term werd voor het eerst genoemd in het Japanse dagblad Asahi Shimbun in 1994. Het wordt vaak beschouwd als een gevolg van de zeepbeleconomie in Japan. Door de economische neergang in die tijd werd enjo kosai gezien als een snelle manier voor studentes om geld te verdienen. Een andere oorzaak wordt toegeschreven aan het toegenomen materialisme onder de jonge bevolking. De compensaties kunnen in plaats van geld ook uitbetaald worden in de vorm van cadeautjes, zoals dure handtassen of merkkleding.
Enjo kosai draait niet per se om seks. Soms wil de oudere man alleen gezelschap met een jong meisje om zich weer jong te voelen of om als statussymbool in het openbaar te kunnen vertonen. Mocht het uiteindelijk wel aankomen op seks, dan zal dat gemakshalve plaatsvinden in zogeheten love hotels. In tegenstelling tot reguliere prostitutie, exploiteert het merendeel van de meisjes enjo kosai slechts af en toe als bijverdienste.
In een gehouden onderzoek in 1997 bleek 70% van de Japanse bevolking enjo kosai af te keuren. Om het fenomeen tegen te gaan, heeft de Japanse overheid wettelijke regelingen die het gebruik van dergelijke diensten door minderjarigen moeten voorkomen. Ook zijn er diverse jeugdprogramma's gestart om meisjes te begeleiden om hen van enjo kosai af te houden.

## Filmografie
- Bounce Ko Gals (1997)
- Love & Pop (1998)
- Enjo-kôsai bokumetsu undô: jigoku-hen, internationale titel: Stop the Bitch Campaign (2001)
- Shoujyo: An Adolescent (2001)
- Nobody Knows (2004)
- Enjo-Kôsai Monogatari: Shitagaru Onna-Tachi, internationale titel: Frog Song (2005)
- Peach Girl (2017)